# Oboe

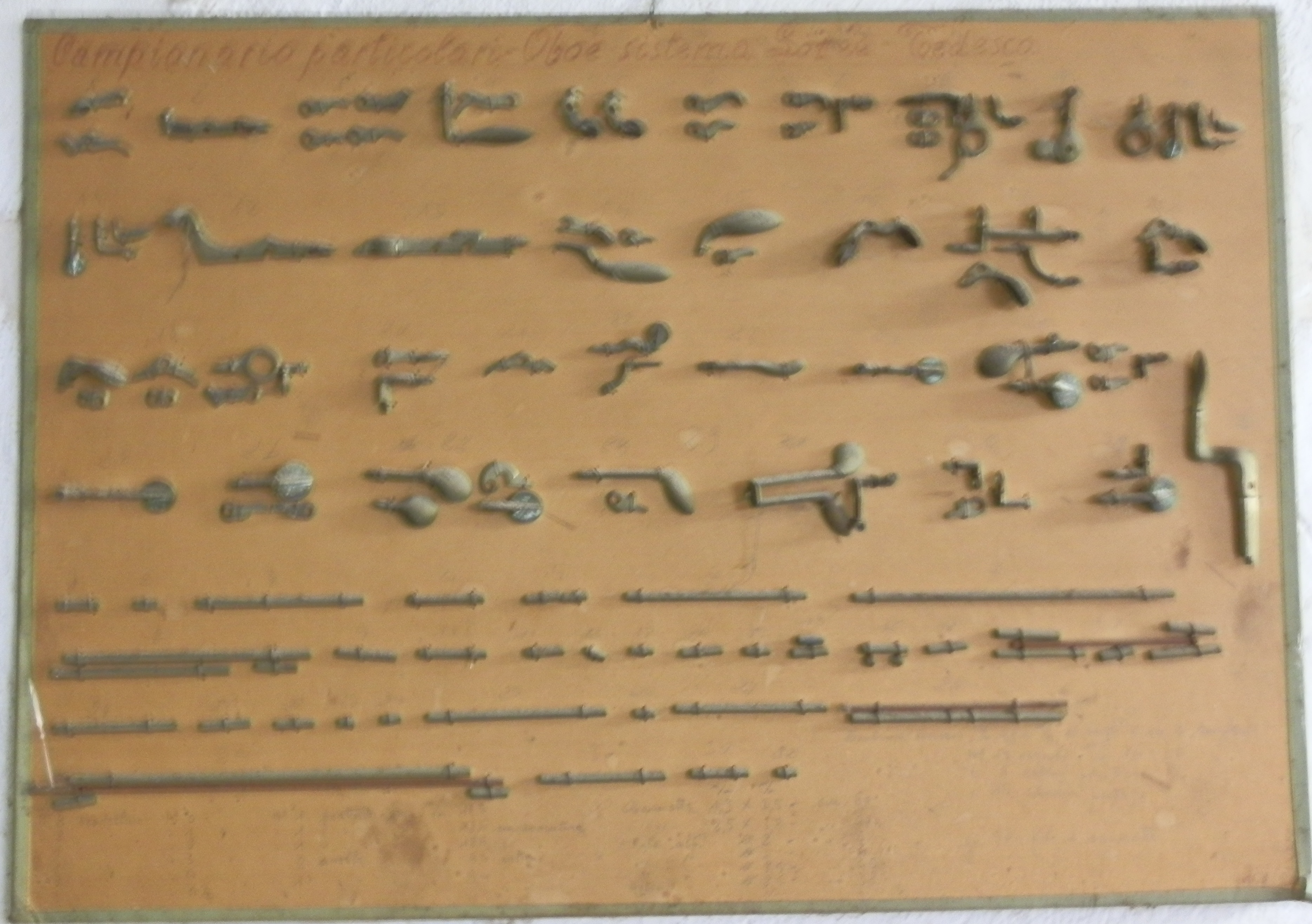
Campionatura chiavi oboe con sistema Lorèe tedesco (chiavi grezze)

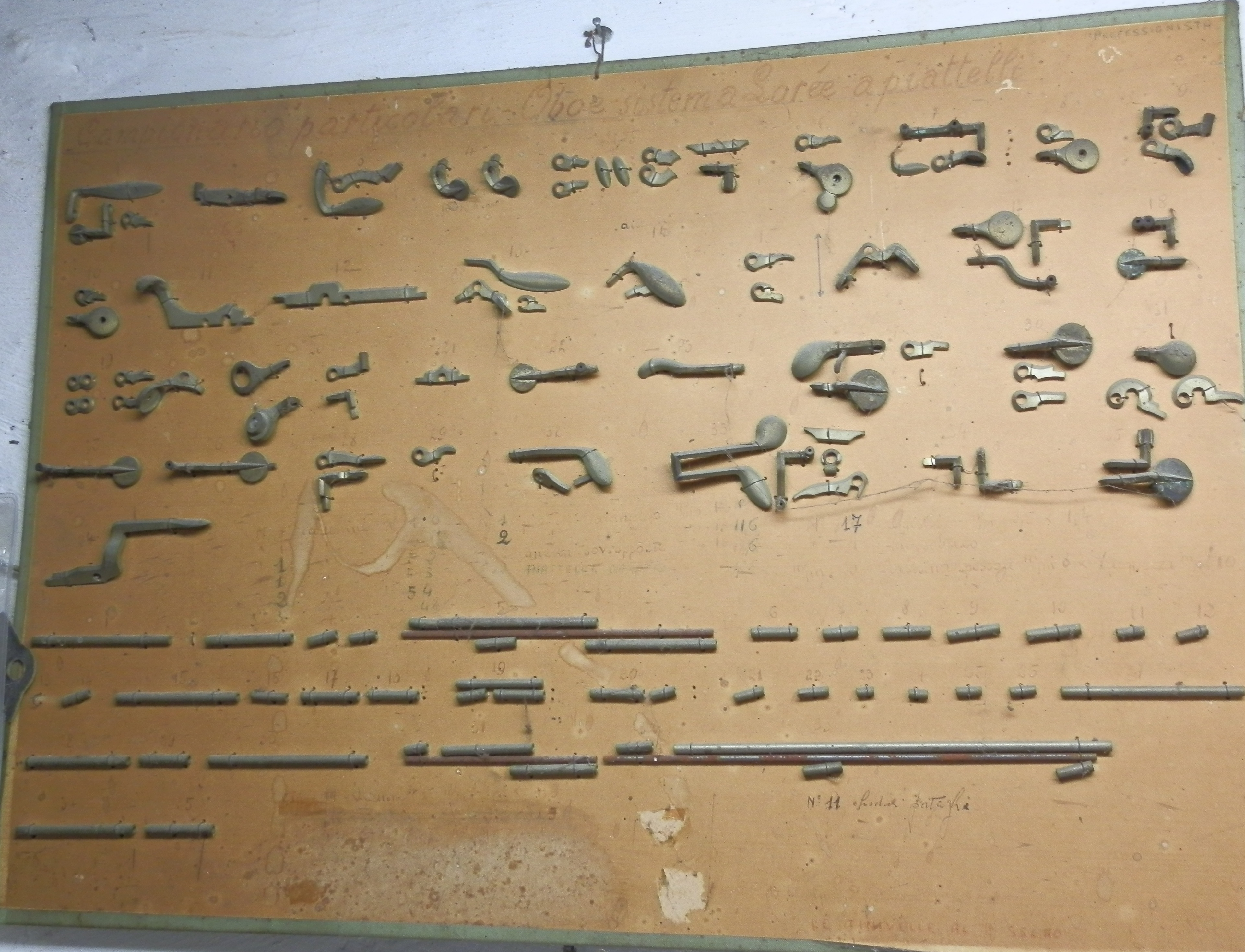
Campionatura chiavi oboe con sistema Lorèe a piattelli tipo professionale (chiavi grezze)

L'oboe è uno strumento musicale aerofono a fiato ad ancia doppia appartenente al gruppo orchestrale dei legni. Ha un suono leggero e assai penetrante. Di forma conica, è generalmente fatto di ebano (legno molto resistente) (Dalbergia melanoxylon) o, meno frequentemente, di palissandro (Dalbergia nigra, chiamato spesso, con traslazione dall'inglese rosewood, "legno di rosa" o "brazilian rosewood"). Le chiavi sono in metallo, generalmente alpacca (lega rame-zinco) argentata o dorata. Il suo parente è il corno inglese
Per suonarlo si fa uso di un'ancia doppia, fatta generalmente di canna palustre (arundo donax), solitamente costruita e rifinita dallo stesso oboista.
L'oboe è utilizzato generalmente nella musica da camera, nelle bande, nelle orchestre sinfoniche e anche come solista; più raramente nel jazz. Tra i principali compositori che hanno scritto musica per lo strumento è possibile ricordare Antonio Vivaldi, Tommaso Albinoni, Johann Sebastian Bach, Alessandro Marcello, Domenico Cimarosa, Georg Friedrich Händel, Wolfgang Amadeus Mozart, Robert Schumann, Richard Strauss. L'utilizzo dell'oboe si è oggi diffuso anche nelle colonne sonore nonché nei brani di musica leggera.
Esiste anche un particolare registro d'organo dotato dello stesso nome.

## Storia dell'oboe
La nascita dell'oboe risale all'antichità. Ne è nota la presenza nell'America precolombiana, in Cina, Arabia e Grecia sotto forma di strumenti (ciaramelle e pipistrelli), suoi progenitori.
In India una versione più semplice degli oboi primitivi era nota col nome di oton. Aveva un'ancia doppia ed emetteva quarti di tono. Presso i Greci l'oboe era inserito nel gruppo degli strumenti a fiato detti aula (tibie presso i romani). I musulmani ne avevano più di uno: il niagara (piccolo e acuto) e il sommario (più grande e grave). Forme simili a queste sopravvivono tutt'oggi sotto il nome di Zara (urna in persiano) in tre specie: lo Zara al-kabir, "ossia", Zara grande" (grave), lo Zara (medio) e lo Zara allegra, ossia "Zara piccolino" (acuto) più una versione meno diffusa detta erase (il più basso di tutti e intonato per quarti di tono).
Nel Medioevo in Europa si diffuse la famiglia delle bombarde e, dalla più piccola di queste, la ciaramella, derivò l'oboe.
La nascita del termine oboe risale al tardo XVII secolo per opera dei francesi, che chiamarono questo strumento hautbois (all'epoca pronunciato /o'bwε/, da cui deriva il termine italiano settecentesco oboè; oggi è pronunciato /o'bwa/), ovvero «legno alto», proprio in virtù del forte volume di suono. Il nome hautbois esportato nei diversi paesi ha cambiato la sua forma fino a divenire hautboy in inglese, Obòe in tedesco e òboe (già oboè nel XVIII secolo) in italiano. L'oboe che conosciamo oggi è l'erede di una lunga tradizione di strumenti adatti ancia doppia. La sua importanza tra i fiati dell'orchestra barocca è testimoniata anche dal fatto che l'oboe dà il «La» agli altri strumenti dell'orchestra, per alcuno perché l'oboe spesso sostituiva il violino nelle orchestre, mentre per altri perché l'oboe è lo strumento di più difficile intonazione.
Per tutto il XVII secolo la ciaramella (anche cialamello, cennamella), direttore antenato dell'oboe, mantenne la sua forma più antica; era costruito in un unico pezzo dalla linea molto semplice, con cameratura fortemente conica ed una grossa campana, conferendogli un suono molto aspro e potente, quasi da tromba.
È solo nel secolo successivo che l'oboe assume una forma simile a quella attuale, permettendogli di acquisire un timbro più morbido assieme ad una maggior gamma dinamica. L'oboe del periodo barocco è il risultato dell'inventiva dei fratelli Hotteterre (Jacques-Martin Hotteterre scrisse un importante trattato in cui presentava il flauto traverso, il flauto dolce e il nuovo oboe perfezionato), i quali sviluppando un nuovo strumento assai più adatto alle circostanze e soprattutto capace di emettere tutte le note della scala cromatica con discreta omogeneità, cosa che alla ciaramella era quasi del tutto preclusa. Il nuovo strumento viene costruito in tre parti, le linee acquisiscono grazia ed eleganza per la presenza di ricche modanature ottenute al tornio ma è soprattutto la sezione interna dello strumento ad evolversi, passandoci dal profilo scalettato dei primi esemplari di Hotteterre ad un profilo composito, il quale rimarrà inalterato per quasi due secoli fino all'avvento degli artigiani francesi, che dalla metà dell'Ottocento apporteranno nuove radicali innovazioni allo strumento.
La caricatura dell'oboe barocco è a sezione conico-parabolica nel pezzo superiore, conica nel pezzo centrale, cilindrica alla giunzione tra pezzo inferiore e campana e di nuovo fortemente conica per la campana, decisamente svasata, la quale però presenta alla base uno spesso bordo rivolto verso l'interno. L'oboe barocco, ancora privo di portavoce (il registro superiore si ottiene stringendo l'ancia tra le labbra), presenta sei fori per le dita di cui uno o due doppi, come il contemporaneo flauto dolce, una chiave piccola per il Mi♭ ed una più grande per il Do basso. La sua estensione è di quasi due ottave e mezza partendo dal Do centrale, ma per lungo tempo lo strumento non avrà a disposizione una chiave per ottenere il Do♯ basso.
Con il tempo la struttura dello strumento resta pressoché invariata, quello che cambia profondamente è il numero di chiavi ed il profilo delle modanature. Nel XIX secolo le innovazioni operate alla meccanica dei flauti furono portate anche sull'oboe, soprattutto per quanto riguarda le chiavi ad anello. Nello stesso periodo Joseph Sellner e Stephan Koch introdussero le doppie chiavi per il Fa e Re♯, la chiave del Si basso e la posizione del Fa «a forchetta». Grandi cambiamenti furono fatti dai fratelli Tribuna che eliminarono quasi del tutto la "cipolla" in corrispondenza della boccola porta-ancia, aumentarono l'estensione bassa di un semitono, introdussero il gruppo di tre chiavi Re♯, Si e Si♭ e cambiarono la forma del «mezzo buco» da romboidale ad ovale. Nel XX secolo il costruttore Lorée, avvalendosi dell'aiuto maestro Gillet, perfezionò ulteriormente lo strumento (oggi Loro è tra i più grandi costruttori), soprattutto il corno inglese, migliorando le posizioni dei trilli e la chiusura dei fiori.
Un'importante modifica alla meccanica dell'oboe come concepito da Lorée è stata operata dall'italiano Giuseppe Prestini mediante lo spostamento della chiave del Si basso dal mignolo sinistro al pollice sinistro (con una leva collocata posteriormente) e del raddoppio dfi quella del Do♯, azionato dal mignolo sinistro per mezzo della leva originariamente assegnata al Si basso. La meccanica ideata da Prestini facilita il passaggio Si-Re♯, che nel sistema originale richiede in entrambe le posizioni lo scivolamento dei mignoli da una chiave all'altra del medesimo gruppo e l'esecuzione della scala cromatica partendo dal Si♭. L'oboe sistema Prestini, noto anche come «sistema italiano», è stato per decenni il sistema standard nel paese omonimo. Viene tuttora realizzato su richiesta dai maggiori produttori.
Un'ulteriore modifica si è avuta a fine Novecento con l'introduzione del portavoce automatico in cui è abolita la leva a spatola del secondo portavoce, azionata dal fianco dell'indice sinistro. Nel «sistema automatico» è presente una singola leva per il pollice sinistro ed il sincronismo tra la chiusura del primo portavoce e l'apertura del secondo in corrispondenza del passaggio da Sol♯ a La è attuato sollevando l'anulare sinistro dal relativo piattello o anello, esattamente come avviene sul saxofono. Tale meccanismo, diffuso soprattutto in Germania e nei Paesi europei dell'ex blocco comunista, nel resto del mondo oboistico ha avuto scarsa diffusione a causa delle limitazioni imposte dal meccanismo nell'uso delle diteggiature alternative, correttive ed armoniche. Oggi solo alcuni tra i maggiori produttori al mondo hanno in catalogo questo tipo di meccanica, offerto come possibile variante a quella "classica".
Attualmente il sistema di meccanica più usato e diffuso, di fatti lo standard nella maggior parte dei Paesi europei, negli Stati Uniti ed in Giappone, è il Gillet A6 Conservatoire originario del 1902, perfezionato nel 1906 con l'avvento dei piattelli al posto degli anelli e chiamato comunemente «sistema francese». Gli strumenti di questo tipo sono prodotti con meccanica completa o semplificata; quest'ultima, omettendo alcune chiavi ausiliarie utili ma di fatto non indispensabili in fase di apprendimento, è montata sugli strumenti economici da studio. La dotazione completa in genere comprende:
- tastiera chiusa a piattelli, di cui il 1º, 2º, 3º e 5º forati
- piattello del «mezzo buco» (indice sinistro) con regolazione indipendente dell'apertura
- due chiavi per i trilli sul passaggio di registro, di cui una duplicato
- boccola composita per il trillo Mi♭-Mi (anulare destro) con adiacente chiave ausiliaria per il trillo Do-Do♯
- articolazione del gruppo Do / Do♯ / Mi♭ (mignolo destro)
- chiavi gemellate basculanti del Si basso / Mi♭ (mignolo sinistro)
- chiave di Sol♯ articolata (mignolo sinistro)
- chiave duplicata del Sol♯ (indice destro) sincronizzata con il 3º piattello per il trillo
- chiave duplicata del Fa (mignolo sinistro)
- correttore automatico del Fa "a forchetta"
- correttore del Si♭ basso alla campana (con doppia connessione in alcuni modelli)
- chiavi ausiliarie per i trilli
- portavoce semiautomatico
- terzo portavoce, azionato dal pollice sinistro per mezzo di una leva sovrapposta a quella del primo

L'estensione dell'oboe va dal Si♭ sotto il Do centrale del pianoforte fino al La due ottave al di sopra. Sebbene nelle partiture orchestrali non siano quasi mai richieste note sopra il Fa acuto, le tecniche esecutive più evolute hanno evidenziato la capacità dell'oboe moderno di arrivare fino al Do sovracuto; le tre note estreme richiedono altresì una modifica radicale dell'imboccatura dell'ancia e lo spostamento della mano destra dalla posizione standard per azionare contemporaneamente piattelli e chiavi ausiliarie. La diteggiatura 'naturale' dello strumento, quella che utilizza esclusivamente i sei fori principali, è comune al flauto traverso e segue la scala diatonica di Re maggiore.
Struttura dell'oboe barocco
L'oboe barocco si compone di tre parti:
- la parte superiore, che ha sulla sommità un caratteristico rigonfiamento (chiamato in gergo "cipolla"), al cui centro si inserisce l'ancia; secondo alcuni è una vestigia della pirouette, il supporto per le labbra parte integrante dell'ancia nella ciaramella rinascimentale, e oggigiorno rimane solo nei modelli tedeschi mentre in quelli francesi è solo accennato;
- la parte centrale, che ha solo due chiavi (Do e Mi) le cui leve sono sagomate a cuore o a coda di pesce in modo da poter essere azionate sia dal mignolo destro sia dal sinistro: in origine l'oboe poteva essere suonato come oggi, con la mano sinistra sopra e la destra sotto che lo sostiene, ma anche al contrario;
- la campana, di maggiori proporzioni rispetto all'oboe contemporaneo e munita di uno o più fori di "sfogo" per regolare l'intonazione.

## La famiglia degli oboi
L'oboe tout court, strumento non traspositore (note scritte ed eseguite coincidono), è l'elemento di spicco di una famiglia di strumenti ad ancia doppia la quale comprende diversi altri tagli di intonazione più grave e uno di intonazione più acuta:
- oboe musette – sopranino in Fa, una quarta sopra, ormai quasi in disuso
- oboe soprano in Do, la taglia principale della famiglia
- oboe d'amore (mezzosoprano) in La, una terza minore sotto
- oboe da caccia (contralto) in Fa, una quinta sotto (è il corno inglese dell'epoca barocca, di forma ricurva)
- oboe basso (baritono) in Do, un'ottava sotto l'oboe soprano
- heckelfono – tenore in Do, un'ottava sotto l'oboe soprano (strumento ad ancia doppia di cameratura larga affine all'oboe)